# Osmany Juantorena Portuondo
Osmany Juantorena Portuondo (Santiago de Cuba, 12 de agosto de 1985) es un jugador profesional de voleibol cubano nacionalizado italiano. Ocupa la posición de receptor/atacante en el Lube Macerata y en la selección italiana.

## Trayectoria

### Clubes
Tras unos años en el equipo cubano Orientales de Santiago en verano 2004 se traslada a Rusia en el VK Ural Ufa donde juega hasta agosto de 2006 cuando dio positivo en un control antidopaje efectuado en los Juegos Centroamericanos y del Caribe.
Mueve a Italia donde se entrena con el Trentino Volley sin poder jugar en partidos oficiales hasta noviembre de 2008. Sin embargo, la Federación cubana no concede el transfer necesario para jugar en Italia y tendrá que esperar hasta que la Federación Internacional solvente su situación en agosto de 2009.
En el equipo trentino junto al búlgaro Matej Kazijski forma una pareja de atacantes letales y consigue ganar en su primera temporada Copa de Italia, Champions League y Campeonato Mundial de Clubes. En la temporada 2010/2011 gana su primer Campeonato de Italia junto a otra Champions League y otro Campeonato Mundial de Clubes siendo elegido MVP en ambas competiciones internacionales.
El 19 de octubre de 2012 gana su cuarto Campeonato Mundial de Clubes y su tercer título de MVP.
En verano 2013 deja el Trentino Volley, en crisis económica, fichando por el Halkbank Ankara turco; en dos temporadas gana un campeonato, dos copas y dos supercopas de Turquía.
En la temporada 2015/2016 ficha por el Lube Macerata.

### Selección
Con la selección cubana consigue la medalla de plata en los Juegos Panamericanos de 2003 y la de bronce en la Liga Mundial de Voleibol 2005; en 2006 deja la selección cubana a causa de problemas con la federación. Tras ser nacionalizado italiano en septiembre de 2010, puede representar a Italia en las competiciones entre selecciones al llegar del permiso de la FIVB: el 3 de agosto de 2015 es seleccionado por el seleccionador de Italia Blengini y entra en la convocatoria por la Copa Mundial de Japón. Debuta en amistoso frente a Argentina el 27 de agosto de 2015, anotando 10 puntos en el 3-0 final por la selección italiana; su debut oficial es ante Canadá en la primera fecha de la Copa Mundial. Acaba la competición ganando la medalla de plata y siendo elegido en el equipo ideal.
En octubre lidera a Italia hasta la medalla de bronce en el Campeonato europeo disputado entre Bulgaria e Italia y en verano 2016 hasta la de plata en los Juegos Olímpicos de Río de Janeiro 2016.

## Palmarés

### Clubes
- Campeonato de Italia (4) : 2010/2011, 2012/2013, 2016/17, 2018/19
- Copa de Italia (4) : 2009/2010, 2011/2012, 2012/2013, 2016/17
- Supercopa de Italia (1) : 2011
- Champions League (3): 2009/2010, 2010/2011, 2018/19
- Copa Mundial de Clubes (4) : 2009, 2010, 2011, 2012
- Supercopa de Turquía (2) : 2013, 2014
- Copa de Turquía (2) : 2013/14, 2014/2015
- Campeonato de Turquía (1) : 2013/14

## Curiosidades
- Es el sobrino del atleta olímpico Alberto Juantorena.
- Desde 2010 cada verano es cedido por un mes a título temporáneo a equipos en Catar.